# Alonso Lobo
Alonso Lobo de Borja (Osuna, hacia 1555-Sevilla, 5 de abril de 1617) fue un maestro de capilla renacentista español de música religiosa. Aunque no tan famoso como Victoria, fue tenido en gran consideración, elogiado por escritores como Lope de Vega y teóricos como Cerone y Andrés Lorente; Victoria mismo, lo consideraba su igual, y su fe en el talento de Lobo le llevó a hacer de intermediario en la distribución del Liber primus missarum, impreso en la Imprenta Regia de Madrid en 1602 y, con la colaboración de Victoria, llevado a lugares como la capilla papal de Roma, Coímbra o la catedral de México.

## Vida
Hijo de Alonso Lobo y de Jerónima de Borja, recibió su primera formación musical en el entorno cultural de las villas ducales hispalenses de las casas de Osuna, Arcos o Medina Sidonia. A los 11 años ingresó como seise en la catedral de Sevilla, donde recibiría instrucción de Francisco Guerrero. Hacia finales de los 70 del siglo XVI obtuvo la licenciatura en Artes Liberales en la Universidad de Osuna y pasó a ser canónigo en la colegiata de Osuna en algún momento anterior cercano al año 1586. En 1591, la catedral de Sevilla lo nombró ayudante de un ya anciano Francisco Guerrero, que había seguido manteniendo una cordial relación con su antiguo discípulo, y a quien Lobo mostraría admiración basando algunas de sus misas, Prudentes virgines, Simile est regum coelorum, María Magdalena, entre otras, en motetes de su maestro. El 29 de noviembre, el Cabildo lo autorizó a llevar capa en reconocimiento a su precedente como canónigo en la colegiata de Osuna, hecho que junto a su trabajo en ese momento en la catedral, confirma que ostentó el cargo de maestro de capilla compartido con Guerrero.
En 1593 aceptó la invitación de la catedral de Toledo, el otro destino musical más ambicionado de España además de la catedral hispalense, como maestro de capilla, plaza que había quedado vacante por ausencia de Ginés de Boluda. De esta etapa son, entre otras piezas, sus misas Beata Dei genitrix, a 6 voces; Maria Magdalena, a 6; Prudentes virgines, a 5; Petre ego pro te rogativi, a 4; Simile est regnum coelorum, a 4; y O Rex gloriae, a 4, y la que sea seguramente su composición más conocida, el motete a 6 voces Versa est in luctum.
Lobo permanecería en Toledo hasta 1601, cuando volvió a Sevilla, en principio para unas vacaciones, pero que acabaría siendo un traslado definitivo, y donde ocuparía en exclusiva el cargo de maestro de capilla ocupado anteriormente por el ya fallecido Guerrero y después por Ambrosio Cotes, a quien Lobo reemplazó tras la muerte de aquel a finales de 1603. Lobo ocupó el puesto hasta el 10 de abril de 1606, cuando fue sustituido por Baltasar de Torres.
No hay muchos datos de los últimos años de Lobo aparte de que seguiría al cuidado de los seises hasta el 1 de agosto de 1610. Moriría el 5 de abril de 1617. Los gastos del sepelio se incluyeron como gastos capitulares, y los cantores acompañaron el cortejo fúnebre. El reconocimiento que tuvo en esta catedral lo corrobora el hecho de que en el año 1648, la Catedral determinara en reunión capitular que el Credo romano de Lobo se interpretara todos los domingos del año y en todas las grandes celebraciones religiosas.

## Obra

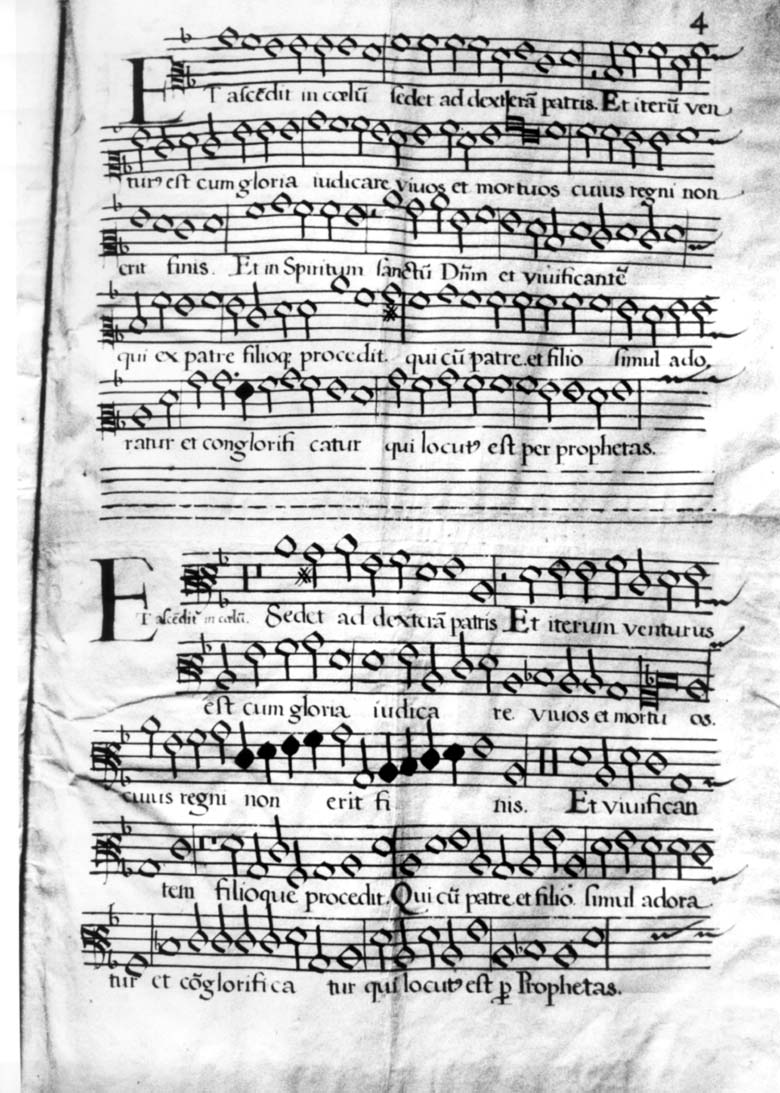
"Credo romano". Manuscrito conservado en El Escorial.

La música de Lobo combina la suave técnica del contrapunto de Palestrina con la sombría intensidad de Victoria, pero con un estilo "más hispano" que éste, con menos presencia de elementos del estilo madrigalista italiano, según afirma la musicóloga María Inmaculada Cárdenas Serván. A diferencia de Victoria, Lobo no vivió en Italia durante años. Alguna de sus composiciones también usa técnicas policorales, que eran comunes en Italia hacia 1600, aunque Lobo nunca usó más de dos coros (la música coral contemporánea de la escuela de Venecia usaba a menudo muchos más — Gabrieli a menudo escribía para tantos coros como cupieran en las espaciosas iglesias de Venecia). Lobo extendió su influencia mucho más allá de las fronteras españolas: en Portugal y en lugares tan lejanos como México fue considerado los siguientes 100 años como uno de los mejores compositores de música litúrgica.
La figura de Alonso Lobo ha empezado a ser rescatada del olvido en que muchos meritorios compositores ibéricos han estado durante siglos, y hoy día se le ubica entre los mejores polifonistas del Renacimiento tardío, con recuperaciones discográficas de conjuntos como Musica Ficta, Ensemble Plus Ultra, La Grande Chapelle, The Hilliard Ensemble, The Tallis Scholars y otros destacados conjuntos corales de todo el mundo.
Sus obras incluyen misas y motetes, tres pasiones, lamentaciones, salmos e himnos, además de un miserere para 12 voces (que se ha perdido). Ninguna música secular o instrumental suya ha sobrevivido que se sepa.

### Discografía
- Missa Maria Magdalene; con los motetes O quam suavis est, Domine; Quam pulchri sunt; Ave Regina caelorum; Versa est in luctum; Credo quod Redemptor; Vivo ego, dicit Dominus; Ave María y con el motete Maria Magdalene de Guerrero. Tallis Scholars, Peter Phillips (Gimell, CDGIM 031)
- Missa Beata Dei genitrix; con los motetes Versa est in luctum y Libera me Donminum. Choristers from Winchester Cathedral, Polyhymnia, Richard Lowell Childress. (Meridian, CDE84345)
- Missa Simile est Regnum Caelorum, Missa Petre ego pro te rogavi y motete Vivo ego, dicit Dominus. Musica Ficta, Raúl Mallavibarrena (Enchiriadis, EN 2016)
- Missa Maria Magdalene, Responsorio Pro Defunctis y Motetes. Taller Ziryab (Dial Discos)
- Lamentationes Ieremiae Prophetae, con los motetes Regina Coeli Laetare, Quam Pulchri Sunt Gressus Tui y Ego Flos Campi. Musica Reservata de Barcelona, Bruno Turner (La mà de guido 2045)
- Versa est in luctum, con el Requiem de Tomás Luis de Victoria. Tallis Scholars, Peter Phillips (Gimell, CDGIM012)
- Versa est in luctum, con los motetes Ave Maria y O quam suavis est, Domine. Choir of Westminster Cathedral, David hill (Hyperion CDA66168)
- Versa est in luctum, con el motete Liberame, Domine. Westminster Cathedral Choir, James O'Donnell (Hyperion CDA67046)
- Versa est in luctum, con el motete Liberame, Domine. Chapelle du Roi, Alistair Dixon (Signum, SIGCD005)
- Versa est in luctum, con el Officium defunctorum de Cristóbal de Morales. Gabrieli Consort & Players, Paul McCreesh (DG - Archiv, 457 597-2)
- Versa est in luctum, con los motetes Credo quod Redemptor; Vivo ego, dicit Dominus; Ave Maria. Tallis Scholars, Peter Phillips (Gimell, CDGIM 205)
- Versa est in luctum. Duodena Cantitans, Capella Rudolphina, Petr Danek (Supraphon 3326-2 231)
- Versa est in luctum. Michel Piquemal Vocal Ensemble, Slovak Radio Symphony Orchestra, Michel Piquemal (Naxos 8.556701)
- O quam suavis est, Domine. Hilliard Ensemble, (Virgin Veritas Edition, 7243 5 61394 2 8)
- O quam suavis est, Domine. Gabrieli Consort & Players, Paul McCreesh (DG - Archiv, 471 694-2)
- Liber primus missarum. Albert Recasens, Lauda, 2013